# Samuel Pawironadi
Samuel Pawironadi (ca. 1956) is een Surinaams politicus en diplomaat.
Hij was onderdirecteur van het ministerie van Sociale Zaken en Volkshuisvesting (SoZaVo) toen Pertjajah Luhur-leider Paul Somohardjo in 2003 als minister aftrad vanwege een zedenzaak waarbij hij veroordeeld werd tot een voorwaardelijke gevangenisstraf van twee maanden vanwege schending van de eerbaarheid. Hierop werd Pawironadi in oktober 2003 namens Pertjajah Luhur de nieuwe minister op dat ministerie. Toen enige tijd later bleek dat Somohardjo als adviseur werkzaam was bij SoZaVo leidde dat tot enige commotie.
Eind 2005 trad het derde kabinet-Venetiaan waarbij slechts enkele ministers uit het vorige kabinet terugkwamen als minister. Pawironadi werd opgevolgd door zijn partijgenoot Hendrik Setrowidjojo. Pawironadi kreeg vervolgens een opleiding tot diplomaat en begin 2007 volgde zijn beëdiging als ambassadeur van Suriname in de Venezolaanse hoofdstad Caracas.